# Ґеттінґенський рукопис

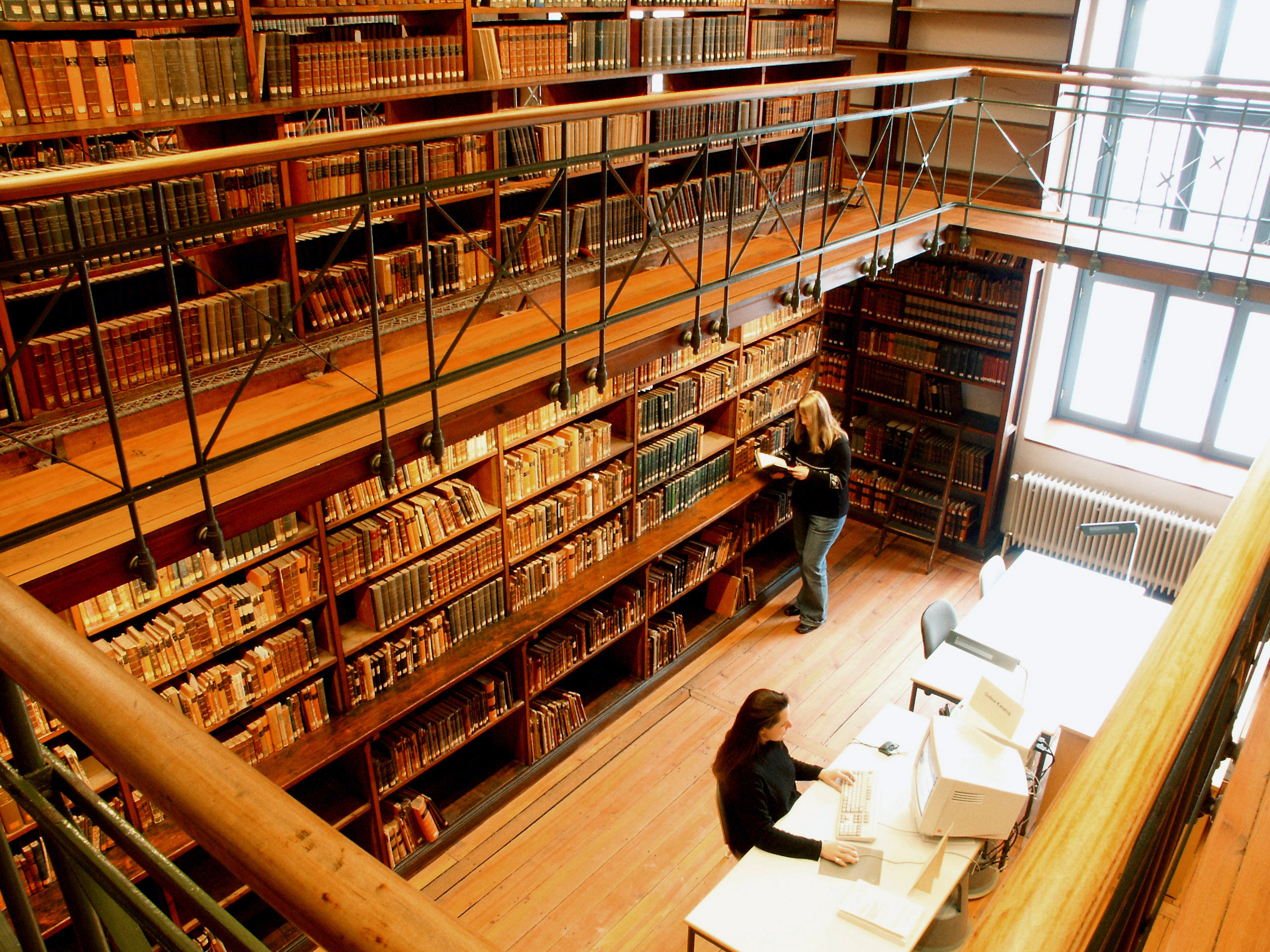
Університетська бібліотека у Ґеттінґені

Ґеттінґенський рукопис (Рукопис із Ґеттінґена) — шаховий рукопис латинською мовою, створений близько 1490-1500 років. Назву отримав від того, що зберігається в бібліотеці Ґеттінґенського університету (Німеччина). Його історична цінність полягає в тому, що це перший твір, який описує шахи за сучасними правилами, що сформувалися в Європі наприкінці XV сторіччя.

## Історія
Фахівці схильні вважати автором рукопису іспанця Луїса Раміреса де Лусену (хоча є думки про можливе французьке походження твору), позаяк деякі приклади у книзі збігаються з матеріалами, що подані в книзі Лусени «Повторення любові і Мистецтво гри в шахи», надрукованій іспанською близько 1495-1497 років. Книга Лусени є прикладом перехідного періоду в історії європейських шахів, бо подає деякі задачі ще за старими правилами шатранджу, тоді як у Ґеттінґенському рукописі всі позиції подано вже за сучасними правилами шахів, тому припускають, що рукопис виник уже після виходу книги Лусени, тобто після 1497 року.
Німецький дослідник Фріц Клеменс Ґершен (нім. Fritz Clemens Görschen; нар. 15.11.1911 — пом. 28.01.1981, Фленсбург) проаналізував рукопис і заявив, що стиль латинської мови і побудови висловлювань вказує на те, що автор «мав хорошу гуманістичну освіту, твір писав для принца, або іншої високоповажної особи й походив з Іспанії чи, менш імовірно, з Португалії».

## Зміст рукопису
На 33 сторінках подано 12 дебютів і 30 задач, що ґрунтуються вже на сучасних правилах (збільшено дальність ходів слона та ферзя). Рукопис є перехідним документом від шатранджу до сучасних шахів.